# Olof Rudbeck el Jove

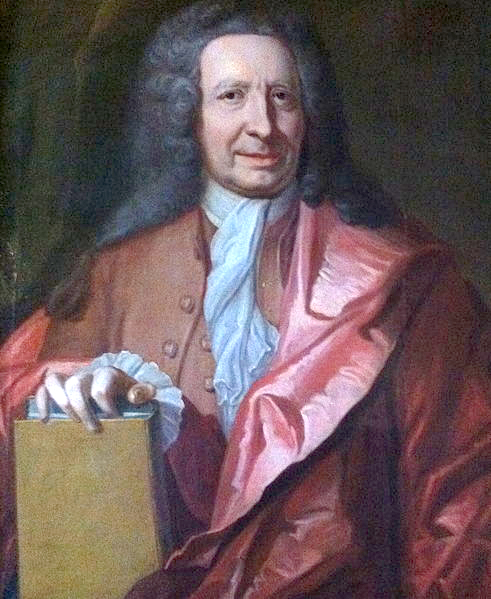
Olof Rudbeck el Jove (1660–1740). Retrat pintat a l'oli de la Universitat d'Uppsala

Olaus Rudbeckius, el Jove o Olof Rudbeck (d.y.) (1660–1740), va ser un explorador i científic suec fill d'Olaus Rudbeck el Vell. Rudbeck succeí el seu pare com a professor de medicina a la Universitat d'Uppsala. El jove Rudbeck estava capacitat per la botànica i l'ornitologia i es doctorà a la Univerista d'Utrecht el 1690. Viatjà a la Lapònia de Suècia el 1695 en una expedició comissionada pel rei per estudiar la natura i les muntanyes en particular. Tornà amb un àlbum bellament il·lustrat ple d'ocells, flors i paisatges pels quals se’l recorda especialment.
A principis del segle xvii, Rudbeck Jr. va centrar el seu interés en especulacions lingüístiques sobre les relacions infundades entre la llengua dels sami i l'Hebreu. Va ser ennoblit l'any 1719.
Un dels seus alumnes de botànica va ser Carl Linné, qui donaria el nom del gènere de plantes Rudbeckia en honor dels Rudbeck pare i fill.